# Liatris hirsuta
Liatris hirsuta là một loài thực vật có hoa trong họ Cúc. Loài này được Rydb. mô tả khoa học đầu tiên năm 1931.